# Ali Sunyaev

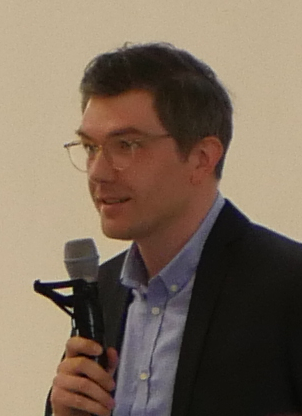
Ali Sunyaev (2018)

Ali Sunyaev (russisch Али́ Раши́дович Сюня́ев, Ali Rashidowitsch Sjunjajew; * 11. Juni 1981 in Moskau, Sowjetunion) ist ein Professor für Informatik der Technischen Universität München (TUM) und Vizepräsident der TUM (Vice President TUM Campus Heilbronn).

## Leben
Sein Vater ist Rashid Sunyaev (Astrophysiker und Direktor am Max-Planck-Institut für Astrophysik), seine Mutter Gyuzal Sunyaeva ist Ärztin. Sein Bruder Shamil Sunyaev ist Distinguished Chair Professor für Genetik an der Harvard Medical School der Harvard University. Aufgrund der Arbeit seines Vaters verließ die Familie 1996 Russland und zog nach Deutschland.
Nach seinem Abitur am Werner-Heisenberg-Gymnasium Garching studierte Sunyaev von 2000 bis 2005 Informatik (Diplom) an der Technischen Universität München (TUM). Im selben Jahr trat er in die Graduiertenschule des Instituts für Informatik der Technischen Universität München ein, wo er zu Themen der Informationssicherheit im Gesundheitswesen forschte. Nach seiner Promotion (Dr. rer. nat.) zum Thema der Entwicklung und praktischen Anwendung einer Sicherheitsanalyse-Methode für Telematikinfrastrukturen in Deutschland folgte er einem Ruf an die Universität zu Köln, wo er von 2010 bis 2016 Inhaber der Juniorprofessur (W1) für Wirtschaftsinformatik und Information Systems Quality war. Im Jahr 2016 wechselte er an die Universität Kassel, wo er bis Dezember 2017 Professor (W3) für Wirtschaftsinformatik und Systementwicklung und Direktor des Wissenschaftlichen Zentrums für Informationstechnik-Gestaltung (ITeG) war. Von Januar 2018 bis September 2024 war Sunyaev Professor für Informatik und Direktor am Institut für Angewandte Informatik und Formale Beschreibungsverfahren (AIFB) des Karlsruher Instituts für Technologie. Dem Ruf an die Technische Universität München (TUM) folgte er im Oktober 2024.
In den Jahren 2009 und 2012 forschte Sunyaev als Gastwissenschaftler im gemeinsamen Labor der Harvard University und des Massachusetts Institute of Technology (engl. Harvard-MIT Division of Health Sciences and Technology, Intelligent Health Lab, Harvard School of Engineering and Applied Sciences, Boston, Massachusetts, USA). Im Frühjahr 2011 war er Gastdozent bei der Plenarsitzung der Jahrestagung der Wirtschaftshochschule Moskau. Seit Mai 2022 ist Sunyaev Sprecher des Fachbereichs Wirtschaftsinformatik der Gesellschaft für Informatik. Seit 2024 ist er Fachkollegiat der Deutschen Forschungsgemeinschaft, im Vorstand der Gesellschaft für Informatik sowie Mitglied im DFG-geförderten Karlsruhe Decision & Design Lab (KD²Lab).

## Forschung
Sunyaev forscht zur Gestaltung und Entwicklung von Informationssystemen, mit besonderem Augenmerk auf die Kombination von technischen und sozialen Aspekten. Seine Forschungsschwerpunkte umfassen die Entwicklung innovativer Anwendungen in der Medizin, Cloud Computing, Blockchain / Distributed-Ledger-Technologie, vertrauenswürdige Künstliche Intelligenz und Information Systems Security Management.
Er leitet eine Reihe von Forschungsprojekten, die unter anderem von der Deutschen Forschungsgemeinschaft (DFG), dem Bundesministerium für Bildung und Forschung (BMBF) und dem Bundesministerium für Wirtschaft und Energie (BMWI), sowie Unternehmen (zum Beispiel SAP SE oder SQS AG) gefördert werden.
Sunyaev ist Autor von wissenschaftlichen Werken in weltweit führenden wissenschaftlichen Zeitschriften auf den Gebieten der Informatik, Wirtschaftsinformatik, Medizininformatik und Wirtschaftswissenschaften. Seine Forschung wurde mehrfach ausgezeichnet.